# SL 벤피카
스포르트 리스보아 이 벤피카(포르투갈어: Sport Lisboa e Benfica; 유로넥스트: SLBEN), 혹은 단순하게 줄여서 벤피카(Benfica) 또는 벤피카 리스본(Benfica Lisbon)은 리스본을 연고로 하는 포르투갈의 종합 스포츠 클럽이다. 그들은 다양한 스포츠 부를 두고 있지만, 벤피카는 축구팀으로 가장 유명하다. 1904년 2월 28일, 리스본에서 창단되어, 최대 라이벌들인 FC 포르투와 스포르팅 CP와 더불어 "트레즈 그랑데즈"(Três Grandes, 빅3)를 이루고 있다. 벤피카는 14만명에 달하는 클럽 회원을 보유하고 있다. 벤피카의 서포터들은 "벤피퀴스타즈" (Benfiquistas) 로 불린다. 벤피카는 IFFHS로부터 20세기 유럽 축구 클럽 중 9번째로 가장 성공적인 클럽으로 선정하였으며, FIFA로부터는 12번째 가장 성공적인 20세기 축구 클럽으로 선정되었다.
현재 82개의 국내 타이틀을 보유하고 있으며, 이는 포르투갈 최다이다. 벤피카는 1933년, FC 포르투, 스포르팅 CP와 더불어 포르투갈 리그의 창단 멤버로, 이들과 더불어 2부리그 강등 경험이 전무하다.
1904년 2월 28일, 스포르 리스보아 에 벤피카 (창단 당시 클럽명은 그루푸 스포르 리스보아 (Grupo Sport Lisboa, 리스본 스포츠 그룹) )는 리스본 서남부의 코스메 다미앙을 비롯한 젊은이 24명에 의해 창단되었다. 이 회의의 결과로, 포르투갈 최고 인기 클럽이자 가장 성공적인 클럽이 창단되었다.
국내에서 벤피카는 38번의 리그, 26번의 FA컵, 7번의 리그컵, 8번의 슈퍼컵 우승을 경험하였다. 벤피카는 2010-11 시즌의 FC 포르투와 더불어 포르투갈 리가 30경기 무패우승을 경험한 팀이다. (1972-73 시즌)
국제 대회에서, 벤피카는 1960-61 시즌과 1961-62 시즌에 UEFA 챔피언스리그 우승을 하였다. 그와 더불어 1961년과 1962년에 인터콘티넨털컵 준우승을 하였고, 1962–63, 1964–65, 1967-68, 1987–88, 그리고 1989-90 시즌에는 유러피언 컵 준우승을, 1982-83 시즌에는 UEFA 컵 준우승을 하였다.
종합 스포츠 클럽임에 따라, 벤피카는 풋살, 농구, 롤러 하키, 핸드볼, 배구, 럭비, 사이클, 육상, 비치사커, 유도, 트라이애슬론, 수영, 권투, 체조, 탁구, 양궁, 골프 부도 운영하고 있다. 축구 클럽의 인기와 성공에 따라, 벤피카는 포르투갈 내의 "트레즈 그랑데즈" (벤피카, FC 포르투, 스포르팅 CP) 중에서 가장 많은 팬층을 보유하고 있다. 벤피카는 국제적으로도 많은 팬들을 보유하고 있다. 포르투갈 국경 밖의 안도라, 앙골라, 오스트레일리아, 벨기에, 브라질, 캐나다, 카보베르데, 크로아티아, 프랑스, 독일, 기니비사우, 영국, 룩셈부르크, 멕시코, 스위스, 네덜란드, 미국에 다수의 팬을 보유하고 있다. 현재, 벤피카는 포르투갈 팀 중 가장 많은 1400만명의 해외 팬들을 보유하고 있다.
2006년 11월 9일, 벤피카는 가장 많은 유료 회원인 160,398명이 등록됨에 따라 기네스북에 등재되었다.
2009년 9월 30일, 벤피카는 200,000 번째 유료 회원이 등록되었다고 발표되었다. 2004년 5월, 벤피카는 94,714 명에서 200,000 명으로 회원을 늘리기 위해 소시오 정책을 실시하였다. 그 결과로 5년 후, 벤피카는 기존의 94,714명의 회원에서 105,000 명이 넘는 신규 유료 회원을 추가하여, 회원수가 두 배 이상 증가하였다. 벤피카는 국제적으로 가장 영향력 있는 클럽으로 손꼽힌다.

## 역사

### 창단과 첫승리 (1904-1910)
1904년 2월 28일, 리스본의 벨렘에 위치한 프란쿠 약국 (Farmácia Franco)에서 지역의 젊은이와 헤알 카사 피아 지 리스보아 (Casa Pia de Lisboa) 동문들이 회의를 하였고, 그 결과 그루프 스포르트 리스보아 (Grupo Sport Lisboa) 가 창단되었다. 이 회의에 참석한 인원은 24인으로, 공동 창단자와 축구 클럽의 핵심이 된 코스메 다미앙이 있었다. 회의에서, 주제 호사 호드리게스는 클럽의 초대 회장으로 임명되었고, 다니엘 브리투는 비서로 마누엘 구어라지는 재정 관리자가 되었다.
첫 경기는 1905년 1월에 치루어졌다. 초창기 몇년간 중요한 경기에서의 승리에도 불구하고, 운영 문제로 고초를 겪었다. 그 결과에 따라, 1907년, 1군의 선수들이 도시 건너편에 위치한 스포르팅 CP로 이적하기도 하였다.
1908년, 그루푸 스포르 리스보아는 공동 계약을 하고, 1906년 창단된 그루푸 스포르 벤피카 (Grupo Sport Benfica) 와 통합되어 스포르 클루브 지 벤피카 (Sport Clube de Benfica) 로 개칭되었다. 이 두 클럽의 융합에도 불구하고, 그루푸 스포르 리스보아와 스포르 클루브 지 벤피카는 독립적인 경영을 하였다. 그루프 스포르 리스보아는 축구 클럽을 운영하였고, 적색과 백색의 셔츠를 사용하고, 독수리를 상징으로 사용하며, "여럿으로 이루어진 하나" (E pluribus unum) 을 모토와 로고로 사용하였다. 스포르 클루브 지 벤피카는 축구장을 관리하였다.
공동 계약 하에, 스포르 클루브 지 벤피카와 그루푸 스포르 리스보아는 새로 창단된 클럽은 그루푸 스포르 리스보아의 창단일과 같아야 한다고 생각하였다. 새 클럽 로고에는 기존 그루푸 스포르 리스보아의 로고에 자전거 바퀴가 추가되어, 벤피카의 주요 스포츠 영역을 나타내었다. 그에 따라 새 클럽의 이름에, 스포르 클루브 지 벤피카에서 따온 벤피카와 그루푸 스포르 리스보아의 스포르 리스보아가 결합해 스포르 리스보아 에 벤피카가 되어 현재까지 이어지고 있다. 그와 동시에 클럽은 리스본의 벨렘에서 현재의 리스본 북부 벤피카 지역으로 이전하였다. 그와 더불어, 두 단체는 운영을 안정화시키며 성공적인 통합을 이루어냈다.

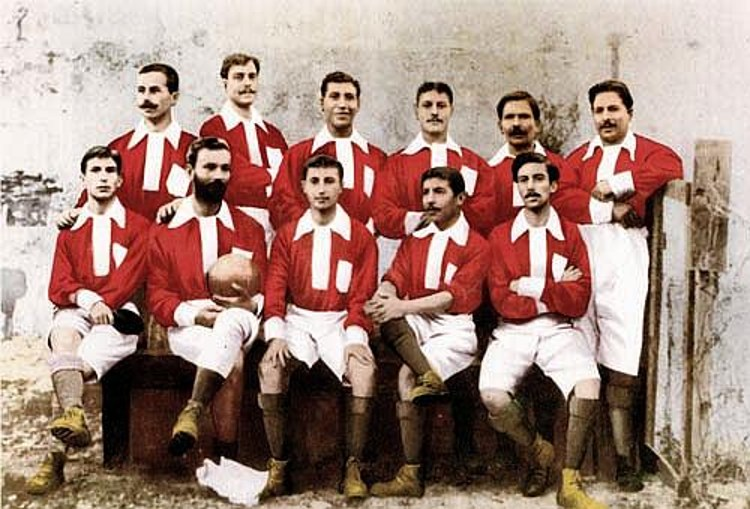
1904년의 벤피카.

1908년 10월, 통합 1달 후, 클럽은 스포르팅 CP를 상대로 첫 승리를 얻어냈다. 1909-10 시즌, 벤피카는 카르카벨루스 클루브의 전성기를 종결시키며 리스본의 챔피언이 되었다. 그와 더불어 이 시즌은 "황금 시즌"으로 불리는데, 포르투갈의 3가지 지역 대회 우승을 하며 기록을 세웠다.

### 초기 성공 (1910-1921)
1905년에서 1922년까지, 클럽은 축구에서 11번의 리스본 지역 우승 타이틀을 획득하였다.
그 와중에, 클럽의 인기는 리스본의 시 경계를 넘어서까지 얻었다. 여러 부속 클럽이 알가르브 지역에 창단되었다.
1913-14 시즌은 성공적인 시즌으로, 처음으로 4개의 영역에서 리스본 지역 챔피언쉽 우승을 거두었다.
첫 국제 경기에서 또한 성공을 거두었다: 1913년, 클럽은 3개 도시 컵 (Torneio Três Cidades) 을 우승하였다.
1917년, 하키 부가 부설되었다. 1919년, 클럽은 포르투갈 최초로 야간 경기를 치루었다.
벤피카로 알려지게 된건 1920년부터였다. 클럽에서 탈퇴한 일부 선수들은 CF 벨레넨스스를 창단하였고, 현재 리스본의 제3구단이다. 이는 클럽의 두 번째 위기이기도 하였다.

### 축구부의 위기와 사이클부의 전성기 (1922-1930)
1920년대 국가 단위의 챔피언쉽이 시작되었다. CF 벨레넨스스에 선수들이 유출된 것은 전력은 큰 공백을 남겼다. 벨레넨스스는 카사피아 아틀레티쿠 클루브를 리스본에 창단함에 따라 사태를 악화시켰다. 이 엑소더스로 인해 SL 벤피카를 나간 선수들은 이어지는 몇해동안 위기에 처하게 하며 1930년까지 단 2번의 지역 타이틀을 획득하는데 그치게 하였다.
그러나, 이 때 사이클부는 값진 승리를 획득하였다. 알프레두 루이즈 피에다지는 포르투갈 사이클의 가장 중요한 선수였다.
1925년 클럽은 아모헤이라스 경기장을 건립하였다. 필드 하키, 럭비, 농구 부가 이 시기에 부설되었고, 현재 필드 하키는 공식 활동이 없다.
1927-28 시즌 축구부는 챔피언쉽에서 출전에 그쳤다. 벤피카는 8강전에서 3-1로 89분까지 리드를 하였지만, 연장전 끝에 3-4로 패하고 말았다.

### 첫 국내 타이틀 (1930년 대)
1930년대는 벤피카에 더 나은 시기였다. 벤피카 축구부는 1930년과 1931년에 처음 2개의 국가 타이틀을 따내었으며, 그와 동시에 지역 타이틀도 1개 따내었다.
이후 벤피카는 3연패에 성공하였고 (1935-36, 1936-37, 1937-38), 1939-40 시즌에는 1회 포르투갈 컵 우승을 이루어냈다.
사이클 또한 클럽의 중요한 부분을 차지하였다. 벤피카의 주제 마리아 니쿨라우와 스포르팅 CP의 알프레두 트리니다지의 대결은 벤피카와 스포르팅의 팬들의 관심을 모았다. 주제 마리아 니쿨라우는 벤피카의 최고 사이클리스트 중 하나로 1931년과 1934년 볼타 아 포르투갈 우승을 하였다.

### 1940년대
1940년대 벤피카와 스포르팅 CP의 국가 챔피언쉽을 지배하였다. 1941년에서 1950년에 이르기까지, 두 클럽은 1946-46 시즌 벤피카가 CF 벨레넨스스에 밀려 2위를 한 시즌을 제외하고 매 대회마다 1위와 2위를 다투었다. 이 시기동안, 벤피카와 스포르팅 CP는 4번의 우승 타이틀을 획득하였다. 현재까지, 축구는 클럽의 가장 중요한 스포츠다.

### 1950년대
벤피카의 첫 번째 국제대회 성공은 1950년, 라틴컵 결승에서 지롱댕 드 보르도를 꺾고 우승하며 이루어냈다. 라틴컵은 유러피언컵 출범 이전 가장 큰 유럽대항전이었다.
1954년 벤피카는 이스타디우 다 루스로 홈구장을 이전하였다. 이 경기장은 기존에 40,000명을 수용할 수 있었으나, 팬의 증가와 클럽의 성공에 따라 확장되었다.
벤피카는 1950년대에 3번의 챔피언쉽 우승을 거두었고 3번의 준우승을 거두었다. 그들은 또한 6번의 포르투갈 컵 우승을 경험하였고, 1948년에서 1953년에는 4연패를 기록하였다. 포르투갈 컵은 1950년 라틴컵이 포르투갈에서 개최됨에 따라 열리지 않았다.
이 성공과 더불어, 벤피카는 1960년대에 유럽의 가장 성공적인 클럽으로 발돋움할 수 있게 되었다.

### 황금기 (1960-1970)
벤피카는 초기 유러피언 컵에서 레알 마드리드 CF의 독점을 종결하였다. 1961년과 1962년에 각각 FC 바르셀로나와 레알 마드리드 CF를 결승에서 격파하며 유러피언 컵 2연패를 이룩하였다. 1962년 유러피언 컵은 벤피카의 국제대회 마지막 타이틀이다.
1960년대에 벤피카는 2연패 이후에도 결승에 3번 더 올랐으나 모두 준우승에 그쳤다. 1963년에는 AC 밀란에, 1965년에는 FC 인테르나치오날레 밀라노에, 그리고 1968년에는 맨체스터 유나이티드 FC에 패하였다.
1968년, 유러피언 컵 결승에서의 패배에도 불구하고, 벤피카는 프랑스 축구지에서 최고의 유럽 축구로 선정되었다. 대부분의 성공이 에우제비우가 1960년대에 활약하며 이룩되었다. 실질적으로, 1960년대는 벤피카 역사상 가장 성공적인 시기로, 8차례 챔피언쉽 우승을 거두었으며 (1960, '61, '63, '64, '65, '67, '68, 그리고 '69) 3차례 포르투갈 컵 (1961, '64, 그리고 '69), 그리고 2차례 유러피언 컵 (1961, '62) 우승을 이룩하였다.

### 제 2전성기 (1970-1994)
1970년대에 들어서며, 유럽 내의 영향력은 약화되었지만, 포르투갈 내에서의 영향력은 막강하였다. 이시기에 6차례 포르투갈 챔피언쉽 (1971, '72, '73, '75, '76, 그리고 '77), 그리고 2차례 포르투갈 컵 (1970, '72) 을 우승하였다. 지미 헤이건은 클럽의 포르투갈 챔피언쉽 3연패를 달성하였다. 벤피카는 유럽 전체의 주목을 받았고 유러피언 컵 준결승에 진출하였으나, 당시 전성기였던 AFC 아약스에게 1-0으로 석패하였다.
1972-73 시즌, 벤피카는 28승 2무를 기록하며, 무패 우승을 기록하였다. 이중 30경기에서 23경기동안 연승을 거두었다. 이 해에 에우제비우는 40골을 득점하여 유럽 최다득점자에 등극하였다. 이는 또한 벤피카 선수로써 그의 마지막 시즌으로 팀은 101골을 득점하며, 포르투갈 리그 역사상 유일하게 100골을 넘은 팀이 되었다.
1970년대 말, 1980년대 초, 클럽은 위기에 봉착하였지만 극복해내고 다시 성공을 이어나갔다. 이번에는 스벤예란 에릭손 감독의 지도 하에 1983년과 1984년에 챔피언쉽을, 1번의 포르투갈 컵을 우승하고, 1983년, UEFA 컵 결승에 진출하여 RSC 안데를레흐트에 패하였다.
이후 더 나은 경기력을 보여주며, 이스타디우 다 루스의 3층 관중석 공사를 하였고, 입석을 포함해 120,000명을 수용하는 유럽 내 최대의 경기장 중 하나로 탈바꿈하였다. 1987년, 벤피카는 또다시 국내 더블을 기록하였고, 이는 클럽 역사상 9번째 기록이었다.
1988년에서 1994년까지, 벤피카는 유러피언 컵 우승을 위해 대형 투자를 하였지만, 실패하였다. 벤피카는 1988년과 1990년에 유러피언 컵 결승에 도달하였지만, PSV 에인트호번과 AC 밀란에 각각 패하여 준우승에 머물렀다. 국내 리그에서 벤피카는 3번의 리그 우승을 더 하였고 (1989, '91, 그리고 '94), 한번의 포르투갈 컵 (1993) 우승을 하였다.

### 암흑기 (1994-2003)
포르투갈 리그는 30인을 초과하는 스쿼드를 가져도 된다는 정책으로 인해, 많은 수의 최고 선수를 영입하는데 무분별한 지출을 하였고, 재정난을 불러왔다. 그에 따라 1994년에서 2003년까지는 벤피카 역사상 암흑기로 불린다. 이 시기에, 벤피카는 1994년에 포르투갈 컵을 우승하는데 그쳤고, 2000-01 시즌 6위를 비롯하여 낮은 순위를 기록하였다. 빚은 매년마다 증가하였고, 거의 매년마다 감독이 바뀌었다. 그 외에도 거액에 선수를 영입하였지만, 모두 기대에 미치지 못하였다.

### 위기의 극복 (2003-2009)
2004년, 클럽은 위상을 회복하기 시작하였다. 새 회장이 선출되었고, 호세 안토니오 카마초가 새 감독으로 내정되어 2003-04 시즌 포르투갈 컵 결승에서 조제 모리뉴의 FC 포르투를 꺾고 8년 만에 타이틀을 확보하였다. 이어지는 2004-05 시즌, 조반니 트라파토니 감독의 지휘 하에 11년 만에 처음으로 포르투갈 리가 정상에 올랐다. 2004-05 시즌은 최저 승점 우승을 기록을 세웠는데 (총 획득할 수 있는 승점 중 63.7%만 획득하고 우승), 이 승점으로는 대부분 시즌에 2위도 수성하기 힘들었다. 이 시즌은 헝가리의 페헤르 미클로시가 비토리아 SC와의 홈 경기에서, 쇼크로 사망한 시즌으로도 기록된다. 경기 후 클럽 회장 루이스 필리페 비에이라와 팀의 주장은 헝가리를 방문하여 장례식에 참석하였다.
2005-06 시즌, 벤피카는 네 번째 포르투갈 슈퍼컵 우승을 차지하였다. UEFA 챔피언스리그 2005-06에서 벤피카는 맨체스터 유나이티드 FC와의 조별리그 단두대 매치에서 2-1로 꺾고, 16강에서 리버풀 FC를 합계 3-0으로 꺾고 8강에 진출하였다. 하지만, 8강에서 이 시즌 우승 팀인 FC 바르셀로나를 만난 벤피카는 합계 0-2로 패하고 탈락하였다. 2006-07 시즌, 벤피카는 지난 시즌에 상대하였던 맨체스터 유나이티드 FC와 조별리그 단두대 매치에서 재회하였다. 하지만 맨체스터 유나이티드에 1-3으로 패하고 탈락하였다.
2007년 8월 20일, 페르난두 산투스 감독이 승격팀 레이종이스 SC와 무승부를 거두고 FC 쾨벤하운와의 UEFA 챔피언스리그 예선전을 앞두고 경질된 뒤, 호세 안토니오 카마초는 2년 계약을 체결하고 벤피카로 복귀하였다. 벤피카는 쾨벤하운을 1-0을 거두고 챔피언스리그 본선에 진출하였으나, 조별리그에서 조기 탈락하였다. 그 후 UEFA 컵에 참여하여, 처녀 출전팀인 헤타페 CF에 패해 탈락하였다. 카마쵸는 3월에 사임하였다. 벤피카는 2007-08 시즌 4위로 마감하여, UEFA 컵에 참여하게 되었다.
2008년 5월 22일, 전 발렌시아 CF 감독 키케 산체스 플로레스는 2008-09 시즌을 앞두고 새 감독으로 내정되었다.
2008년, 벤피카는 구단전용 TV 채널인 벤피카 TV를 개국하였다.
2009년, 벤피카는 개정된 포르투갈 리그 컵에서 지역 라이벌 스포르팅 CP를 제압하고 우승하였다.

### 조르즈 제주스 시대 (2009-현재)
2009년 6월 8일, 키케 산체스 플로레스는 상호 계약 해지를 하였고, 공석이 된 감독 자리는 6월 17일, SC 브라가의 감독 조르즈 제주스가 내정되었다.
2009년 7월 12일, 벤피카는 2009-10 시즌의 1번째 프리시즌 경기에서 오스카르 카르도소와 하비에르 사비올라의 골로 FC 시옹과 2-2 무승부를 거두었다. 7월 13일, 2번째 친선경기에서 카르도소와 카를루스 마르틴스의 골로 UEFA 컵 우승 팀인 FC 샤흐타르 도네츠크를 2-0으로 제압하였다. 7월 16일, 3번째 친선경기에서 벤피카는 사비올라의 후반전 2골로 아틀레틱 빌바오를 2-1로 꺾었다.
7월 18일, 4번째 친선경기에서, 74분 카르도소의 골과 미겔 비토르의 추가시간 골로 SC 올랴넨스를 2-1로 꺾었다. 7월 21일, 5번째 친선경기에서 카르도소가 골을 기록하였지만 아틀레티코 마드리드에 1-2로 패하였다. 경기는 이스타디우 다 루스에서 58,000명의 팬 앞에서 열렸는데, 클럽의 레전드인 시망 사브로자가 아틀레티코 소속으로 친정 벤피카를 상대한 경기였다. 7월 24일, 그들의 6번째 친선경기에서, 카르도소와 막시 페레이라의 골로 선덜랜드 FC에 2-0으로 승리하였다. 7월 26일, 7번째 친선경기에서 AFC 아약스를 앙헬 디 마리아와 다비드 루이스의 골과 함께 이스마일 아이사티의 자책골을 묶어 3-2 승리를 거두었다.
2009년 8월 1일, 8번째 친선경기에서, 카르도소의 전반 2골 웨우동의 후반전 골과 윌킨슨의 자책골로 4-0 승리를 거두었다. 다음 날 9번째 친선경기는 기마랑이스 트로피로 비토리아 SC 웨우동과 후벤 아모링의 골로 승리를 거두었다. 8월 8일 마지막 친선 경기에서 AC 밀란과의 에우제비우 컵을 승부차기 끝에 획득하였다. 풀타임이 끝난 직후, 카르도소의 후반골로 1-1을 유지하였다. 승부차기에서 큄 골키퍼는 4차례 승부차기에서 선방하였고, 리스본의 클럽은 처음으로 에우제비우 컵 우승을 거두었다.
2009-10 시즌, 벤피카는 공격 축구로 시즌을 좋게 시작하였다. 많은 경기가 다득점으로 종료되었고, 조르즈 제주스 감독과 그의 선수들은 벤피카 팬들에게 즐거움을 선사하였다. 이 즐거움은 벤피카 팬들에게 2009-10 시즌의 우승에 대한 기대를 부풀렸고, 포르투갈 컵, 포르투갈 리그 컵, UEFA 유로파리그에서의 우수한 성적을 기대하도록 하였다.
시즌이 진행되면서, 벤피카 팬들은 이스타디우 다 루스에서의 홈 경기나 라이벌 팀들의 원정 경기에도 다수 관중석을 차지하도록 하였다. 예를 들어 2009년 9월 26일, UD 레이리아 리그 원정 경기에서 이스타디우 마갈핸즈 페소아는 UEFA 유로 2004 이래 가장 많은 관중들이 경기장을 방문하였다. 더 나아가서, 비공식 통계에서 그 경기를 관전한 90%의 팬이 벤피카 서포터였다고 하였다.
15경기의 시즌 전반이 종료되었을때, 벤피카는 11승 3무 1패, 39골 9실점을 기록하였다. 벤피카는 또한 46,737명의 최고 홈 관중수를 자랑하였으며, 최고 관중수는 FC 포르투와의 경기에서 58,659명을 기록하였다.
3월 21일, 제주스의 노력은 FC 포르투와의 2010 포르투갈 리그 컵 결승에서 3-0 승리로 첫 번째 트로피로 결실을 맺었다. 경기는 벤피카가 지배하였고, 라이벌에게 2번째 패배를 안겼다.
4월 1일과 4월 8일에는 리버풀 FC를 UEFA 유로파리그 2009-10 8강전에서 맡붙었다. 1차전 홈경기에서 벤피카는 2-1로 승리를 거두었으나 2차전에서 1-4로 패하는 바람에 4강진출이 좌절되었다.
2010년 4월 13일, 리스본 더비에서, 벤피카는 스포르팅 CP를 상대하였다. 전반에는 스포르팅이 더 많은 골찬스를 가져갔다. 조르즈 제주스 감독은 이에 대해 에데르 루이스를 파블로 아이마르와 교체하였다. 이 교체는 벤피카의 경기 양상을 바꾸었다. 경기 도중, 파비우 코엔트랑은 페널티 박스의 오스카르 카르도소에게 패스하여 득점하도록 하였다. 나중에, 아이마르는 하미리스의 패스를 받아 벤피카의 2번째 골을 기록하였다.
2010년 5월 9일, 벤피카는 히우 아브 FC와의 경기에서 승리하여 2009-10 시즌 챔피언 자리에 올랐다. 오스카르 카르도소는 이 경기에서 2골을 득점하여, 25골을 득점한 라다멜 팔카오를 제치고 26골로 득점왕에 올랐다. 카르도소는 이 시즌 9번의 페널티킥을 성공하였다. 시즌 종료 후, 벤피카는 총 승점 90점중 76점 (24승 4무 2패, 78득점 20실점) 을 획득하여, 준우승 팀 SC 브라가를 승점 5점차로 제치고 우승하였다. 포르투갈 우승으로 벤피카는 UEFA 챔피언스리그 2010-11 직행권을 따냈다.
벤피카는 시즌 종료 후 조르즈 제주스와 계약을 2013년까지 연장하였다.
2011년 4월 14일, 벤피카는 18년 만에 처음으로 유럽대항전 4강에 진출하였다 (UEFA 챔피언스리그에서 B조 3위로 탈락 후 UEFA 유로파리그 4강에 진출하였다.) . 2011년 4월 28일, 벤피카는 SC 브라가를 상대하였다.
2011년 4월 23일, 벤피카는 FC 파수스 드 페헤이라를 포르투갈 리그컵 결승에서 꺾고, 3연패를 거두었다.
2011년 5월 5일, 벤피카는 SC 브라가에 0-1로 패함에 따라 합계 2-2, 원정 다득점으로 탈락하였다. SC 브라가는 결승에서 또다른 포르투갈 팀인 FC 포르투한태 0-1로 석패하였다.
조르즈 제주스의 2번째 해는 최악의 스타트로 인해 실패로 평가된다. 벤피카는 준우승으로 마무리하였고, 팀은 포르투갈 리그컵 우승으로 마무리되었다. 벤피카는 UEFA 유로파리그 4강에 진출하였다.
조르즈 제주스의 3번째 해에 벤피카는 포르투와 6점차로 리그에서 준우승을 차지했고 UEFA 챔피언스리그는 8강에 진출했으나 첼시 FC를 만나 탈락했다. 포르투갈 리그컵에서는 길 비센트를 상대로 후반 83분 사비올라의 결승골로 우승을 차지했다.
조르즈 제주스의 4번째 해는 최악의 마무리로 평가된다. 벤피카는 시즌 내내 무패를 달렸으나 FC 포르투 원정에서 호드리고 리마의 골로 앞서갔으나 막시 페레이라의 자잭골과 후반전 추가시잔에 터진 켈빈의 골에 의해 1-2로 역전패했으며 시즌 첫 패배를 당하였고 승점 1점차로 2위로 내려앉아 결국 준우승으로 시즌을 마감한다.
UEFA 유로파리그 결승에서는 지난 시즌 UEFA 챔피언스리그 8강에서 만나 패했던 첼시 FC를 상대했으며 페르난도 토레스에게 선취골을 내줬으나 카르도소가 페널티킥으로 동점을 만들어 연장전에 돌입하나 싶었으나 후반 추가시간에 브라니슬라브 이바노비치에게 결승골을 내주며 유로파리그마저 준우승에 그쳤다.
벤피카는 타사 드 포르투갈 결승전에서 비토리아 기마랑스를 상대로 하여 1-2로 패하며 컵대회 마저도 준우승에 그쳤다. 트리플 러너업을 기록했지만 조르즈 제주스는 벤피카와 계약을 2년 연장하였다.

## 클럽 기록과 통계
에우제비우는 614경기에 출장하여 최다 출장 기록을 세우고 있다.
벤피카의 최다 득점 선수 또한 에우제비우로, 614경기에 출장하여 638골을 기록하였다. 주제 아구아스는 514경기 출장 438골을 기록하여 클럽 역사상 2위의 득점 기록을 하고 있고, 뒤를 이어 네네가 575경기 출장 359골로 득점 3위를 기록하고 있다.
벤피카는 포르투갈 리가에서 무패우승을 기록한 두 클럽 중 하나이다. 1972-73 시즌, 벤피카는 1971-72 시즌부터 이어오는 29경기 연승 기록도 지니고 있다.

## 상징

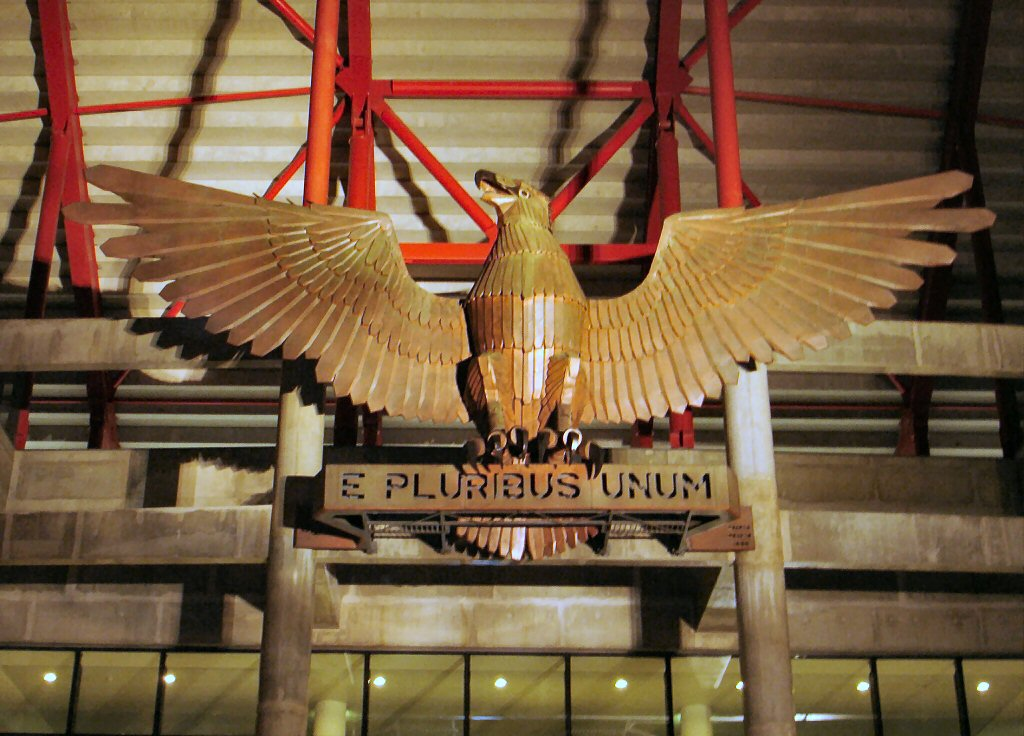
경기장 입구에 있는 벤피카의 엠블럼

엠블럼은 독수리, 클럽의 색인 적색과 백색의 방패, "스포르 리스보아 에 벤피카" (Sport Lisboa e Benfica)의 두문자어인 SLB가 축구공 위에 새겨져 있는데 이들이 모두 그루푸 스포르 벤피카 엠블럼에서 유래한 자전거 바퀴 위에 새겨져 있다. 클럽의 모토는 "여럿으로 이루어진 하나" (E pluribus unum)이다.
홈 경기가 열리기 전, 살아있는 독수리 빅토리아는 이스타디우 다 루스를 몇번 돈뒤 벤피카의 클럽 문장에 내려와 앉아, 클럽 엠블럼의 라이브 버전을 보여준다. 이 전통이 시작되었을 때, 독수리가 반드시 방패에 내려앉지 않은 것에 대해, 독수리가 방패에 앉으면 팬들은 경기에서 승리할 것이라고 믿게 되었다. 시간이 지남에 따라 독수리는 방패에 내려앉는 빈도가 높아졌고, 이 믿음은 팬들로부터 잊혀져갔다.
공식 클럽 응원가는 세계에서 유일하게 테너 가수가 불렀다. 루이스 피사라가 공식 클럽 응원가를 부르고, 안토니우 비토리누 지 알메이다는 교양곡을 작사하여 클럽의 100주년을 기념하였다.

## 경기장

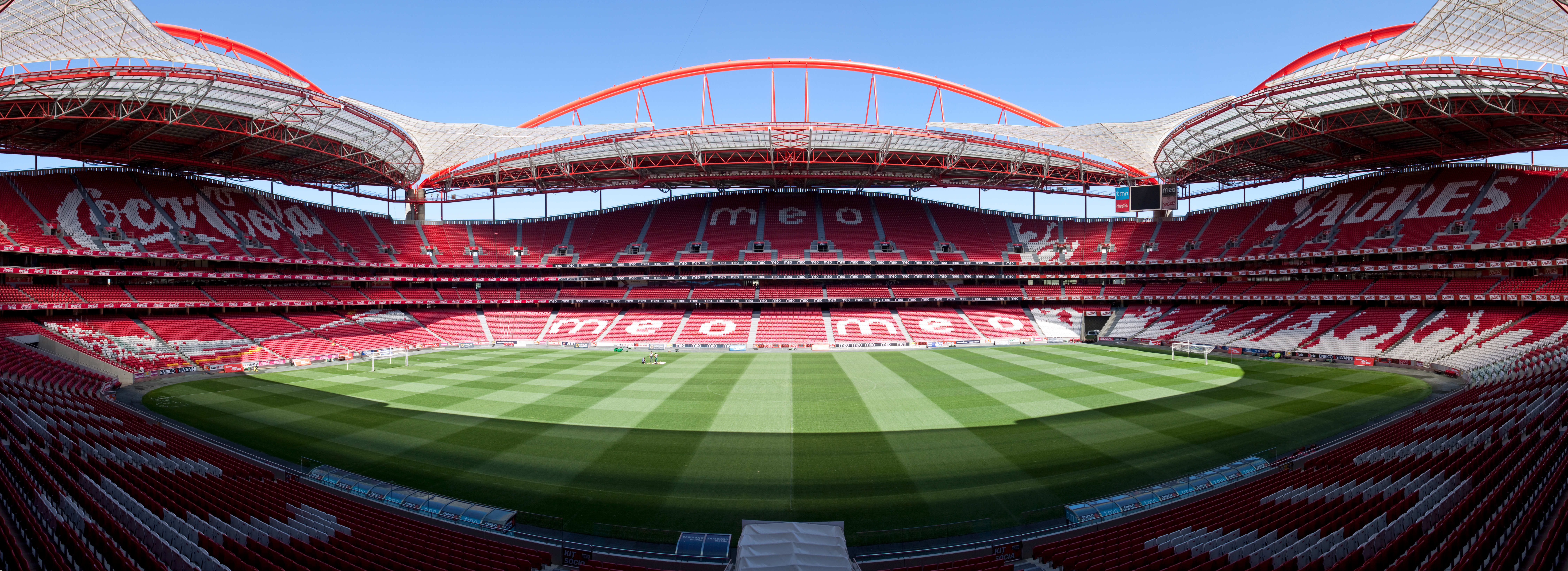
경기장 내부

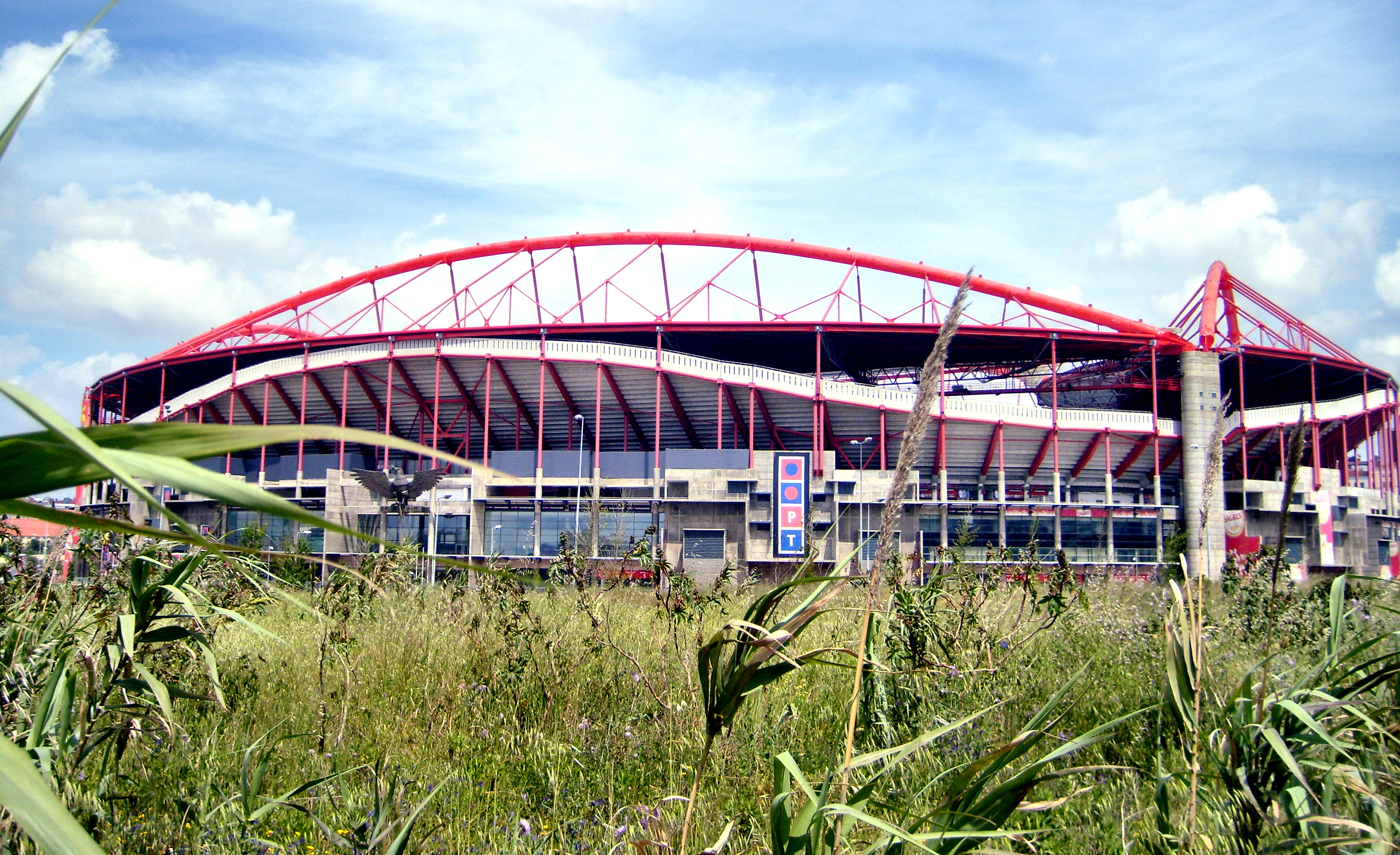
경기장 외부

이스타디우 다 루스 (Estádio da Luz), 공식적으로 '이스타디우 두 스포르 리스보아 에 벤피카'(Estádio do Sport Lisboa e Benfica)는 "빛의 경기장"으로 해석되는 포르투갈, 리스본에 위치한 벤피카의 홈구장이다. 벤피카 팬들로부터 "성당" (a Catedral) 이라고 불리기도 한다.
역사적으로 루스는, "우리 빛의 수녀" 교구 (Igreja de Nossa Senhora da Luz)에서 유래되었다. 같은 이름을 가지고 있는 선덜랜드 AFC의 홈구장 (Stadium of Light) 또한, 이 리스본의 경기장으로부터 영감을 받았다.
포르투갈어로 루스는 "빛"을 의미한다. 경기장은 교구의 이름으로부터 유래되었지만, 교구의 다 루스라는 단어는 "빛의"라는 단어로 해석된다. 그에 따라, 이는 잘못 해석된 것이 아니다.
이 경기장은 그리스와 포르투갈 간의 결승전을 비롯하여 UEFA 유로 2004의 몇 경기를 주최하였다. 이전에 벤피카 경기장 (또는 "이스타디우 다 루스"는 가장 큰 경기장 중 하나로 120,000명을 수용하였다.)는 철거되고 65,647명을 수용할 수 있는 새 경기장을 유로 2004 이전에 새로 지었다.
경기장은 포르투갈 토목 공학 발전의 증거라고 다몬 라벨, HOK 그룹의 건설 전문가가 언급하였다.
이 경기장은 공기와 예산을 단축시켜 건설하였다. 현재에 이르러 유럽 전체에서 가장 경제적인 경기장으로 손꼽힌다.

## 훈련장과 유스 아카데미
벤피카는 세이살 지역에 최첨단 훈련 시설을 운영하고 있다. 이곳은 카이사 푸트볼 캠퍼스라고 불리며, 스폰서인 포르투갈의 최고 은행 카이사 제랄 지 데포시투스의 이름을 땄다. 이곳은 포르투갈의 1군 훈련장소임은 물론이며, 모든 벤피카의 유소년팀 선수들이 훈련받는 곳이기도 하다. 벤피카의 유소년팀은 세계 최고의 아카데미로 손꼽힌다. 클럽은 전 세계로부터 선수를 스카웃한다.

## 서포터

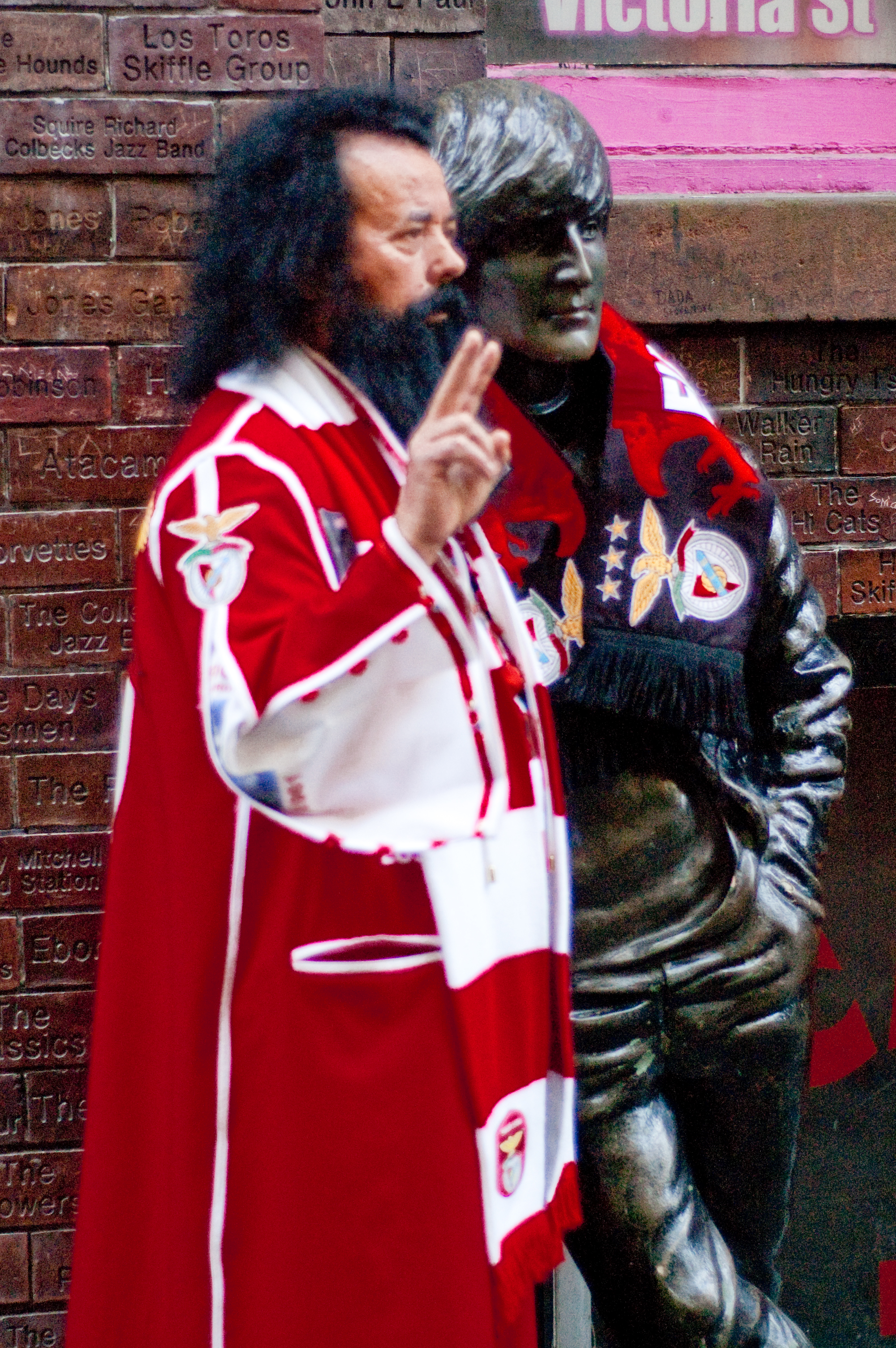
"바르바스"는 벤피카의 서포터 들 중 한명이다.

포르투갈 내에서, 다수의 포르투갈인들은 친 벤피카 성향을 띈다. 거의 대부분의 포르투갈 지역단체들은 벤피카 팬하우스를 하나씩 가지고 있으며, 이는 또한 전 세계의 도시와 마을에서 찾아볼 수 있다. (안도라, 앙골라, 오스트레일리아, 벨기에, 브라질, 캐나다, 카보베르데, 크로아티아, 잉글랜드, 프랑스, 독일, 기니비사우, 룩셈부르크, 마카우, 남아프리카 공화국, 스위스, 그리고 미국). SL 벤피카는 포르투갈 전 지역에서 팬 베이스를 지니고 있다.
2004-05 시즌 우승 이후, 클럽의 회원수는 가파르게 상승하였다. (위의 전문 참조) 2006년 4월, 벤피카의 클럽 회원수는 140,000명을 넘어섰다. 2006년 7월, 벤피카는 143,000명의 회원을 보유하여, 맨체스터 유나이티드 FC보다 1,000명 더 보유하게 되었다. 2006년을 기점으로, 벤피카는 유료 회원이 가장 많은 클럽이 되었다.
2009년 9월 30일, 벤피카는 200,000명의 회원을 확보하였다고 발표하였다. 2004년 5월, 벤피카는 유료회원제를 실시하여 마케팅 정책을 강화하였다. 그 결과에 따라 실시한지 5년이 지난 후, 유료 회원의 수는 94,714명에서 200,000명으로 증가하였다. 이는 기존의 회원수와 비교하여 무려 2배 이상 증가한 수치이다. 벤피카는 현재 세계 최다의 유료 회원을 가진 축구 클럽으로 발돋움하였다.
다른 포르투갈 축구 클럽들과 더불어, 벤피카는 조직된 서포터 그룹 (Claque) 을 조직하였다. 그 조직들 중에는 "붉은 악마" (Diabos Vermelhos), "이름 없는 소년들" (No Name Boys), "그루푸 맹크즈" (Grupo Manks)가 있다. 그러나, "축구 폭력" 반대 정책에 대한 입법으로 인해, 이들은 공식 단체가 되지 못하였다.
벤피카의 서포터들은 그들 자신을 벤피퀴스타 (Benfiquistas) 라고 부른다.

## 라이벌
클럽의 역사를 살펴보면, 벤피카의 주요 라이벌은 스포르팅 CP였다. 그들의 라이벌 관계는 단순히 같은 연고지의 자연적인 라이벌을 너머, 사회 지위와 팬베이스에 있어서의 라이벌 관계이다.
그 외의 주요 라이벌은 FC 포르투로, 이 둘의 더비는 "고전"의 더비로 일컫는다. (오 클라시쿠) 라이벌전은 최근 20년간 주요 라이벌전으로 성장해왔다. 이 두팀과 스포르팅은 포르투갈 스포츠계의 빅 3를 구선한다. 실질적으로 포르투와 스포르팅의 관점에서, 그들의 최대 라이벌은 벤피카이다.

## 재정 관리
스포르 리스보아 에 벤피카는 다수의 스포츠 부와 몇몇의 특별 사업을 시행한다. 이들 스포르 리스보아 에 벤피카를 관리하는 단체는 스포르 리스보아 에 벤피카 SGPS, SA로 모든 부서와 사업을 관리한다.
스포르 리스보아 에 벤피카 - 푸트볼, S.A.D.는 축구 부서를 담당하며, 선수, 예산, 관중, 스폰서 계약 등에서 가장 큰 부분을 차지한다. 다른 벤피카의 스포츠 부서는 그들만의 예산 정책, 스폰서 계약권, 그리고 행정 보드진을 가지고 있다. 전통적으로 "아마추어 스포츠 부서"로 불리지만, 다수의 벤피카 부서들은 프로 감독과 선수들로 구성되어있다. 벤피카는 또한 남자부와 여자부에 모두 유소년 스포츠 프로그램을 운영한다. 그와 더불어, 벤피카는 국제적으로 유소년 스포츠 아카데미를 운영하고 있다.
사업 운영에 관하여, 벤피카는 구단 상점인 로자 두 벤피카를 포르투갈 전국과 벤피카의 공식 웹사이트를 네트워크로 이루고 있다. 이 외에도 경기장 보수 회사와 2008년 11월부터 운영하는 벤피카 구단 TV 채널을 운영하고 있다. 이 외에도, 벤피카는 라디오 방송과 모터 스포츠 운영을 고려하고 있다.
벤피카의 매출원과 비율:
- 2002 – €42M
- 2003 – €40M
- 2004 – €55M
- 2005 – €63M
- 2006 – €85.1M
  - 경기일 - €38.6M
  - 방송 - €17.2M
  - 광고 - €29.3M
- UEFA 유로파리그 2009-10 총 상금 - €2.3M
- UEFA 유로파리그 2010-11 총 상금 - €9.35M (2010년 8월 25일 기준)
  - 방송 - €2.25M
  - 조별리그 통과 - €7.1M

2007년, 포르투갈의 주식시장 관리자인 CMVM은 벤피카의 주식 등록을 허락하였고, 푸트볼 S.A.D.는 15M이 33% 자유여유에 공동소유 중이다. 2007년 5월 22일, 스포르 리스보아 에 벤피카 - 푸트볼 S.A.D. (티커: SLBEN)는 유로넥스트에 등재되었고, 공식적인 무역 회사가 되었다.
사업 구조:
- 스포르 리스보아 에 벤피카 (스포츠 클럽)
- 스포르 리스보아 에 벤피카 - 푸트볼 S.A.D. (축구 회사) - 리스보아 에 벤피카의 40% 소유, 스포르 리스보아 에 벤피카, SGPS, SA 10% 소유
- 스포르 리스보아 에 벤피카, SGPS, SA (주식회사)
- 스포르 리스보아 에 벤피카 - 멀티메디아, SA (공식 웹사이트 관리 및 멀티미디어)
- 벤피카 이스타디우 - 콘스트루상 에 게스탕 지 이스타디우스, SA (경기장 관리)
- 스포르 리스보아 에 벤피카 - 코메샬 - 게스탕 에 엑스플로라상 다 마르카 벤피카, SA (브랜드 관리/ 마케팅)

2007년 6월, 공동 소유 주가가 €5/공동소유에서 €2.69/공동소유로 폭락하였을 때, 포르투갈의 사업가 조 베라두는 €3.5M/공동소유의 가격에 60%의 주가를 매입하였다. 벤피카의 회장 루이스 필리페 비에이라는 "벤피카는 대부분의 주식을 차지할 것이다" 라고 하며 베라두의 제안을 거절하였다. 벤피카의 최다 공동소유 단체는 스포르 리스보아 에 벤피카 - 푸트볼, SAD (SLBEN) 으로, 전 벤피카 감독 마누엘 빌라리뉴와 현 회장 [[루이스 필리페 비에이라는 2009년 8월 1일을 기준으로 12.27%의 주식을 소유하고 있다.

## 벤피카에서 영감을 받은 클럽
축구 클럽들 중 가장 성공적인 클럽으로, 전 세계의 벤피카 서포터들은 벤피카를 기리기 위해 클럽을 창단하였다. 특히, 포르투갈어를 쓰는 국가나, 포르투갈 이민자 밀짐 지역에서 이는 더 활발히 일어났다. 몇몇의 유명하고 오래된 1부리그 클럽으로 예를 들면 1922년 창단된 앙골라의 스포르 루안다 에 벤피카 (Sport Luanda e Benfica)가 있다. 스포르 루방고 에 벤피카 (Sport Lubango e Benfica)는 앙골라의 루방고를 연고로 하는 클럽으로 1950년에 창단되었다. 스포르 벤피카 에 카스텔루 브랑쿠 (Sport Benfica e Castelo Branco)는 1924년, 포르투갈의 카스텔루 브랑쿠에서 창단되었다. 스포르 마쿠티 에 벤피카 (Sport Macúti e Benfica)는 모잠비크의 베이라에서 창단되었다. 스포르 쿠엘리마네 에 벤피카 (Sport Quelimane e Benfica)는 모잠비크의 쿠엘리마네를 연고로 한다. 2004년, 룩셈부르크의 햄 쿼터에 FC RM 햄 벤피카 (FC RM Hamm Benfica) 가, 안도라에도 카사 에스트레야 델 벤피카 (Casa Estrella del Benfica) 가 2003년에 영향을 받아 클럽을 창단하였다. 벤피카는 산티아고 제도 중 하나인 산타크루즈, 카보베르데에도 창단되었다. 1981년 창단된 스포르 런던 에 벤피카 FC가 잉글랜드 런던을 연고로 하고 있다. 다른 많은이들과 다르게 벤피카의 공식이름을 달지 않지만 비슷한 로고를 쓰는 클럽들도 존재한다. 이들 중 유명한 클럽으로 CD 산타 클라라가 존재한다. 그 외에도 그루푸 데스포르티부 지 마푸투 (모삼볼라)가 있다. 마지막으로, 일부 클럽은 독창적인 이름과 로고를 쓴다. 그들은 SL 벤피카의 클럽으로 일부 보드가 공유되고 있다. 예를 들어 현 구단 회장인 루이스 필리페 비에이라는 벤피카의 위상인 FC 알베르카의 감독이기도 하였다.

## 수상 역사와 유럽대항전 기록
1922년과 1938년 사이, 포르투갈 챔피언쉽은 넉아웃 방식을 하고 있었다. 1934년, 비공식 리그 챔피언쉽을 치루었다. 이는 1938-39 시즌 공식 리그 시작의 서막이었다. 이전의 방식이 계속 진행되다 컵 대회로 개칭되었다.

### 유럽 대항전의 벤피카
| 단계   | 상대          | 결과         | 재대결       |
| ------ | ------------- | ------------ | ------------ |
| 4강    | 라치오        | 3–0          | 3–0          |
| 결승전 | 지롱댕 보르도 | 3–3 (a.e.t.) | 2–1 (a.e.t.) |

| 단계   | 상대          | 결과 |
| ------ | ------------- | ---- |
| 4강    | 생테티엔      | 1–0  |
| 결승전 | 레알 마드리드 | 0–1  |

| 단계            | 상대       | 홈  | 원정 |
| --------------- | ---------- | --- | ---- |
| 예선 플레이오프 | 하츠       | 3–0 | 2–1  |
| 1라운드         | 우이페슈트 | 6–2 | 1–2  |
| 8강             | AGF        | 3–1 | 4–1  |
| 4강             | 라피트 빈  | 3–0 | 1–1  |
| 결승전          | 바르셀로나 | 3–2 | 3–2  |

| 단계    | 상대            | 홈  | 원정 |
| ------- | --------------- | --- | ---- |
| 1라운드 | 아우스트리아 빈 | 5–1 | 1–1  |
| 8강     | 뉘른베르크      | 6–0 | 1–3  |
| 4강     | 토트넘 홋스퍼   | 3–1 | 1–2  |
| 결승전  | 레알 마드리드   | 5–3 | 5–3  |

| 단계    | 상대          | 홈  | 원정 |
| ------- | ------------- | --- | ---- |
| 1라운드 | 노르셰핑      | 5–1 | 1–1  |
| 8강     | 두클라 프라하 | 2–1 | 0–0  |
| 4강     | 페예노르트    | 3–1 | 0–0  |
| 결승전  | 밀란          | 1–2 | 1–2  |

| 단계            | 상대             | 홈  | 원정 |
| --------------- | ---------------- | --- | ---- |
| 예선 플레이오프 | 아리스           | 5–1 | 5–1  |
| 1라운드         | 라 쇼드퐁        | 5–0 | 1–1  |
| 8강             | 레알 마드리드    | 5–1 | 1–2  |
| 4강             | 바사스 ETO 죄르  | 4–0 | 1–0  |
| 결승전          | 인테르나치오날레 | 0–1 | 0–1  |

| 단계    | 상대                | 홈           | 원정         |
| ------- | ------------------- | ------------ | ------------ |
| 1라운드 | 글렌토런 (a)        | 0–0          | 1–1          |
| 2라운드 | 생테티엔            | 2–0          | 0–1          |
| 8강     | 바사스              | 3–0          | 0–0          |
| 4강     | 유벤투스            | 2–0          | 1–0          |
| 결승전  | 맨체스터 유나이티드 | 1–4 (a.e.t.) | 1–4 (a.e.t.) |

| 단계    | 상대                            | 홈  | 원정 |
| ------- | ------------------------------- | --- | ---- |
| 1라운드 | 레알 베티스                     | 2–1 | 2–1  |
| 2라운드 | 로커런                          | 2–0 | 2–1  |
| 3라운드 | 취리히                          | 4–0 | 1–1  |
| 8강     | 로마                            | 1–1 | 2–1  |
| 4강     | 우니베르시타테아 크라이오바 (a) | 0–0 | 1–1  |
| 결승전  | 안데를레흐트                    | 1–1 | 0–1  |

| 단계    | 상대                  | 홈                      | 원정                    |
| ------- | --------------------- | ----------------------- | ----------------------- |
| 1라운드 | 파르티자니 티라나     | 4–0                     | w/o                     |
| 2라운드 | AGF                   | 1–0                     | 0–0                     |
| 8강     | 안데를레흐트          | 2–0                     | 0–1                     |
| 4강     | 스테아우아 부쿠레슈티 | 2–0                     | 0–0                     |
| 결승전  | PSV                   | 0–0 (a.e.t.) 5–6 (p.s.) | 0–0 (a.e.t.) 5–6 (p.s.) |

| 단계    | 상대                          | 홈  | 원정 |
| ------- | ----------------------------- | --- | ---- |
| 1라운드 | 데리 시티                     | 4–0 | 2–1  |
| 2라운드 | 부다페스트 혼베드             | 7–0 | 2–0  |
| 8강     | 드니프로 드니프로페트로우스크 | 1–0 | 3–0  |
| 4강     | 마르세유 (a)                  | 1–0 | 1–2  |
| 결승전  | 밀란                          | 0–1 | 0–1  |

### 공식 국내 타이틀

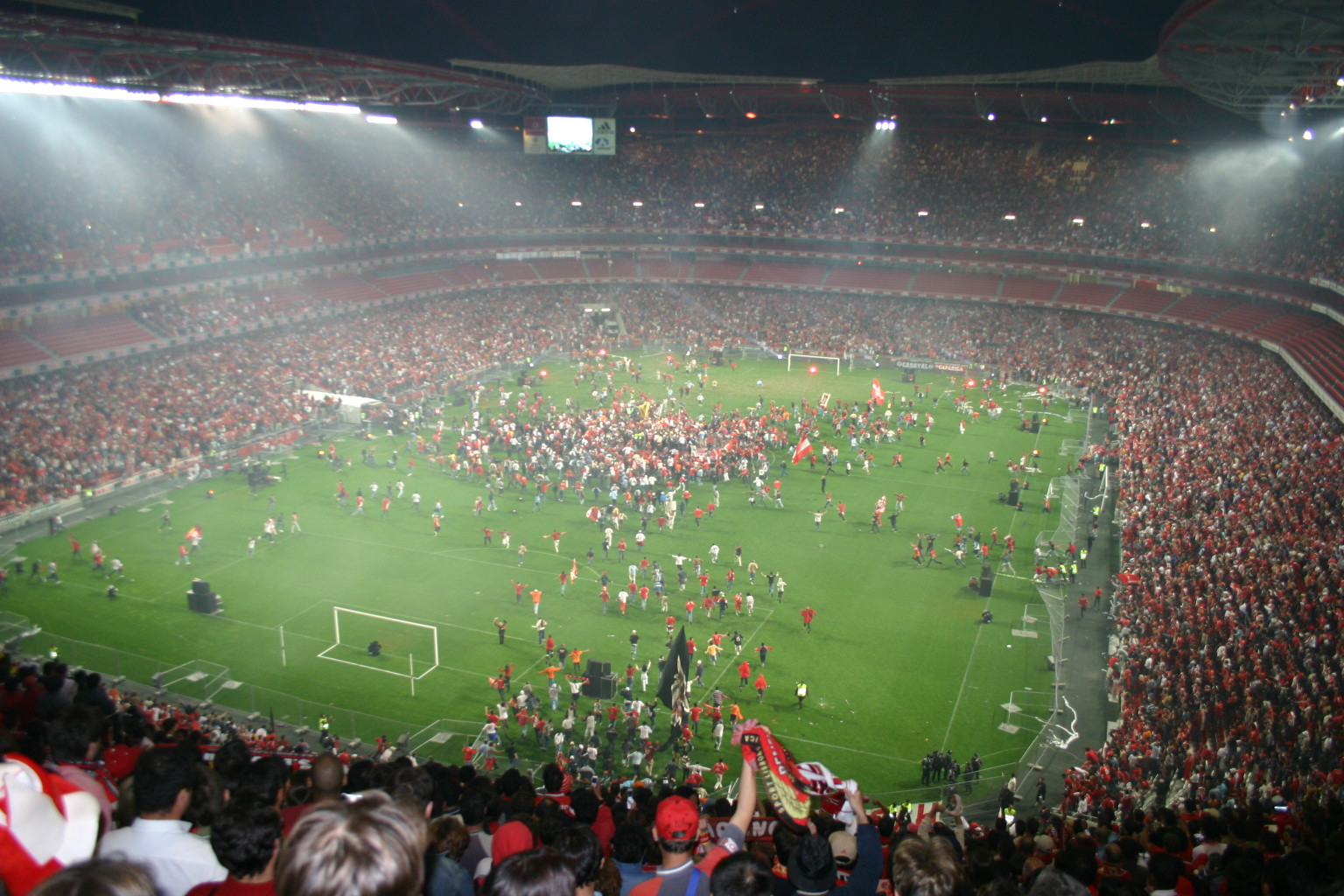
2004-05 시즌 우승 후 관중들이 필드로 내려가 붉고 희게 뒤덮었다.

- 리가 ZON 사그레스 (I 디비상, I 리가, 수페르리가, 리가): 38회(기록)
  - 우승: 1935–36, 1936–37, 1937–38, 1941–42, 1942–43, 1944–45, 1949–50, 1954–55, 1956–57, 1959–60, 1960–61, 1962–63, 1963–64, 1964–65, 1966–67, 1967–68, 1968–69, 1970–71, 1971–72, 1972–73, 1974–75, 1975–76, 1976–77, 1980–81, 1982–83, 1983–84, 1986–87, 1988–89, 1990–91, 1993–94, 2004–05, 2009–10, 2013-14, 2014-15, 2015-16, 2016-17, 2018-19, 2022-23
  - 준우승 (27): 1943–44, 1945–46, 1946–47, 1947–48, 1948–49, 1951–52, 1952–53, 1955–56, 1958–59, 1965–66, 1969–70, 1973–74, 1977–78, 1978–79, 1981–82, 1985–86, 1987–88, 1989–90, 1991–92, 1992–93, 1995–96, 1997–98, 2002–03, 2003–04, 2010–11, 2011-12, 2012-13

- 포르투갈컵: 28회(기록)
  - 우승: 1929–30, 1930–31, 1934–35, 1939–40, 1942–43, 1943–44, 1948–49, 1950–51, 1951–52, 1952–53, 1954–55, 1956–57, 1958–59, 1961–62, 1963–64, 1968–69, 1969–70, 1971–72, 1979–80, 1980–81, 1982–83, 1984–85, 1985–86, 1986–87, 1992–93, 1995–96, 2003–04, 2013-14
  - 준우승 (10): 1937–38, 1938–39, 1957–58, 1964–65, 1970–71, 1973–74, 1974–75, 1988–89, 1996–97, 2004–05,

- 포르투갈 리그컵: 5회(기록)
  - 우승: 2008–09, 2009–10, 2010–11, 2011-12, 2013-14

- 포르투갈 슈퍼컵 : 4회
  - 우승: 1980, 1985, 1989, 2005
  - 준우승 (11): 1981, 1983, 1984, 1986, 1987, 1991, 1993, 1994, 1996, 2004, 2010

### 지역 타이틀
- 명예 컵 : 18회
  - 우승: 1919–20, 1921–22, 1962–63, 1964–65, 1966–67, 1967–68, 1968–69, 1971–72, 1972–73, 1973–74, 1974–75, 1977–78, 1978–79, 1979–80, 1981–82, 1983–84, 1985–86, 1987–88

- 리스본 챔피언쉽: 10회
  - 우승: 1909–10, 1911–12, 1912–13, 1913–14, 1915–16, 1916–17, 1917–18, 1919–20, 1932–33, 1939–40
  - 준우승 (20): 1906–07, 1908–09, 1910–11, 1914–15, 1918–19, 1921–22, 1922–23, 1927–28, 1928–29, 1929–30, 1934–35, 1935–36, 1936–37, 1937–38, 1940–41, 1941–42, 1942–43, 1943–44, 1944–45, 1946–47

- 리스본 챔피언쉽 (리저브 팀): 42회
  - 우승: 1909/10, 1910/11, 1912/13, 1913/14, 1914/15, 1915/16, 1917/18, 1918/19, 1919/20, 1920/21, 1921/22, 1926/27, 1928/29, 1930/31, 1935/36, 1938/39, 1940/41, 1942/43, 1944/45, 1948/49, 1949/50, 1952/53, 1953/54, 1956/57, 1957/58, 1962/63, 1963/64, 1964/65, 1965/66, 1969/70, 1970/71, 1971/72, 1974/75, 1975/76, 1976/77, 1977/78, 1978/79, 1979/80, 1980/81, 1981/82, 1986/87, 1992/93

### 비공식 국내 타이틀
- 임페리우 컵: 3회
  - 우승: 1912, 1913, 1918

- 국내 올림픽: 3회
  - 우승: 1910, 1912, 1913

- 히베이루 도스 헤이스 컵: 3회
  - 우승: 1963–64, 1965–66, 1970–71

### 국제 타이틀
- UEFA 챔피언스리그: 2회
  - 우승: 1960-61, 1961-62
  - 준우승 (5): 1962-63, 1964-65, 1967-68, 1987-88, 1989-90

- 인터콘티넨털컵
  - 준우승 (2): 1961, 1962

- UEFA컵:
  - 준우승 (1): 1982-83

- 라틴컵: 1회
  - 우승: 1950

- 이베리안 컵: 1회
  - 우승: 1983

### 친선 타이틀
- 트레스 시다지스 트로피: 1회
  - 우승: 1913

- 콰트루 시다지스 트로피: 1회
  - 우승: 1916

- 파스쿠아 트로피: 1회
  - 우승: 1925

- 라몬 데 카란사 트로피: 2회
  - 우승: 1963, 1971

- 페케냐 코파 델 문도 데 클루베스: 1회
  - 우승: 1965

- 바다조즈 트로피: 2회
  - 우승: 1969, 1973

- 살라망카 트로피: 1회
  - 우승: 1973

- 비뉴 두 포르투 트로피: 1회
  - 우승: 1973

- 로스앤젤레스 트로피: 1회
  - 우승: 1975

- 벨루 오리존치 트로피: 1회
  - 우승: 1975

- 브라가 트로피: 1회
  - 우승: 1977

- 파리 트로피: 1회
  - 우승: 1979

- FC 샬케 04 트로피: 1회
  - 우승: 1980

- 토론토 토너먼트: 4회
  - 우승: 1981, 1982, 1983, 1987

- 리스보아 트로피: 3회
  - 우승: 1984, 1986, 1987

- 리스보아 국제 트로피: 2회
  - 우승: 1983, 1985

- 마푸투 토너먼트: 1회
  - 우승: 1986

- 테레사 에레라 트로피: 1회
  - 우승: 1987

- 비고 트로피: 1회
  - 우승: 1990

- 두바이 컵: 1회
  - 우승: 2007

- 구아디아나 트로피: 5회
  - 우승: 2002, 2007, 2009, 2010,2011

- 시다지 지 기마량이스 트로피: 3회
  - 우승: 2008, 2009, 2010

- 암스테르담 토너먼트: 1회
  - 우승: 2009

- 에우제비우 컵: 2회
  - 우승: 2009, 2011

- 페드루 파울레타 트로피: 1회
  - 우승: 2009

- CNE 컵: 1회
  - 우승: 2009

- 알부페이라 여름 컵: 1회
  - 우승: 2010

### 수상자
발롱도르
다음 선수는 벤피카에서 활약할 때 발롱도르를 수상하였다.
- 에우제비우 - 1965

유러피언 골든 슈
다음 선수는 벤피카에서 활약할 때 유러피언 골든 슈를 수상하였다.
- 에우제비우 (43골) - 1968 (초대 수상자)
- 에우제비우 (40골) - 1973

FIFA 월드컵 골든 부트
다음 선수는 벤피카에서 활약할 때 FIFA 월드컵 골든 부트를 수상하였다.
- 에우제비우 (9골) - 1966

유럽 최고 골키퍼
다음 선수는 벤피카에서 활약할 때 유럽 최고 골키퍼로 선정되었다.
- 미셸 프뢰돔 - 1994

UEFA 유럽 축구 선수권 대회
다음 선수는 벤피카에서 활약할 때 UEFA 유럽 축구 선수권 대회를 우승하였다.
- 타키스 피사스 - 2004

코파 아메리카
다음 선수는 벤피카에서 활약할 때 코파 아메리카를 우승하였다.
- 아우다이르 - 1989
- 히카르두 고메스 - 1989
- 루이장 - 2004
- 막시 페레이라 - 2011

FIFA 컨페더레이션스컵
다음 선수는 벤피카에서 활약할 때 FIFA 컨페더레이션스컵을 우승하였다.
- 루이장 - 2005, 2009
- 레우 - 2005

올림픽 축구
다음 선수는 벤피카에서 활약할 때 올림픽 축구 금메달을 획득하였다.
- 앙헬 디 마리아 - 2008

## 선수

### 현재 선수 명단
2025년 6월 13일 기준
참고: FIFA 자격 규정에 따라 소속된 국가대표팀 국기를 표시합니다. 선수는 복수의 FIFA 비회원국 국적을 가지고 있을 수 있습니다.
| 번호 | 포지션 | 국적     | 이름                  |
| ---- | ------ | -------- | --------------------- |
| 6    | DF     |          | 알렉산데르 바         |
| 8    | MF     |          | 프레드릭 아우르스네스 |
| 19   | FW     |          | 안드레아 벨로티       |
| 21   | FW     |          | 안드레아스 시엘데루프 |
| 27   | FW     | 포르투갈 | 브루마                |
| 30   | DF     |          | 니콜라스 오타멘디     |

| 번호 | 포지션 | 국적     | 이름              |
| ---- | ------ | -------- | ----------------- |
| 81   | DF     | 알바니아 | 아드리안 바이라미 |

### 임대 선수 명단
참고: FIFA 자격 규정에 따라 소속된 국가대표팀 국기를 표시합니다. 선수는 복수의 FIFA 비회원국 국적을 가지고 있을 수 있습니다.
| 번호 | 포지션 | 국적     | 이름                                           |
| ---- | ------ | -------- | ---------------------------------------------- |
| 28   | MF     |          | 율리안 바이글 (보루시아 묀헨글라트바흐로 임대) |
| —    | DF     | 포르투갈 | 페후 (피테서로 임대)                           |
| —    | DF     | 포르투갈 | 산드루 크루즈 (샤베스로 임대)                  |
| —    | DF     | 포르투갈 | 토마스 아라우주 (질 비센트로 임대)             |

| 번호 | 포지션 | 국적     | 이름                                    |
| ---- | ------ | -------- | --------------------------------------- |
| —    | MF     |          | 가브리에우 (보타포구로 임대)            |
| —    | MF     | 콜롬비아 | 요니 곤살레스 (데포르티보 칼리로 임대)  |
| —    | MF     |          | 수알리오 메이테 (크레모네세로 임대)     |
| —    | FW     |          | 하리스 세페로비치 (갈라타사라이로 임대) |

### 영구 결번
참고: FIFA 자격 규정에 따라 소속된 국가대표팀 국기를 표시합니다. 선수는 복수의 FIFA 비회원국 국적을 가지고 있을 수 있습니다.
| 번호 | 포지션 | 국적 | 이름                                    |
| ---- | ------ | ---- | --------------------------------------- |
| 29   | FW     |      | 페헤르 미클로시 (사후 명예, 2001~2004)) |

## 감독

### 현재 코칭스태프
| 위치          | 이름                        | 국적     |
| ------------- | --------------------------- | -------- |
| 감독          | 로거 슈미트                 | 독일     |
| 수석 코치     |                             |          |
| 골키퍼 코치   |                             |          |
| 피트니스 코치 | 마리우 몬테이루             | 포르투갈 |
| 스카우터      | 후이 아구아스 주제 상파이우 | 포르투갈 |

### 전 감독 목록
| - 마누엘 굴라지 (1904-1908) - 코스메 다미앙 (1908-1926) - 히베이루 도스 헤이스 (1926-1929) - 아서 존 (1929-1931) - 히베이루 도스 헤이스 (1931-1934) - 비투르 곤사우베스 (1934-1935) - 리포 헤르츠카 (1935–1939) - 야노스 비리 (1939–1947) - 리포 헤르츠카 (1947–1948) - 에드워드 "테드" 스미스 (1948-1952) - 알베르토 소사야 (1952–1953) - 호세 발디비에소 (1954) - 오투 글로리아 (1954–1959) - 구트먼 벨러 (1959–1962) - 페르난도 리에라 (1962–1963) - 라요스 차이즐러 (1963–1964) - 엘렉 슈바르츠 (1964-1965) - 구트먼 벨러 (1965-1966) | - 페르난도 리에라 (1966–1967) - 페르난두 카브리타 (1967-1968) - 오투 글로리아 (1968–1970) - 지미 헤이건 (1970-1973) - 페르난두 카브리타 (1973-1974) - 밀로라드 파비치 (1974–1975) - 마리우 윌슨 (1975-1976) - 존 모르티모어 (1976-1979) - 마리우 윌슨 (1979–1980) - 버로티 러요시 (1980-1982) - 스벤예란 에릭손 (1982-1984) - 체르너이 팔 (1984-1985) - 존 모르티모어 (1985-1987) - 에베 스코프달 (1987) - 토니 (1987-1989) - 스벤예란 에릭손 (1989-1992) - 토미슬라브 이비치 (1992) - 토니 (1992-1994) | - 아르투르 조르제 (1994-1995) - 마리우 윌슨 (1995-1996) - 파울루 아우투오리 (1996-1997) - 마누엘 조제 (1997) - 마리우 윌슨 (1997) - 그래엄 수네스 (1997-1999) - 유프 하인케스 (1999-2000) - 조제 모리뉴 (2000) - 토니 (2000-2002) - 제수알두 페헤이라 (2002) - 호세 안토니오 카마초 (2002-2004) - 조반니 트라파토니 (2004-2005) - 로날트 쿠만 (2005-2006) - 페르난두 산투스 (2006-2007) - 호세 안토니오 카마초 (2007-2008) - 페르난두 찰라나 (2008) - 키케 산체스 플로레스 (2008-2009) - 조르즈 제주스 (2009-현재) |

## 같이 보기
- 유럽 클럽 협회